# Anwara
Anwara (en bengali : আনোয়ারা) est une upazila du Bangladesh dans le district de Chittagong. En 1991, on y dénombrait 219 446 habitants.